# Manutention portuaire
La manutention (stevedoring en anglais) est l'ensemble des opérations de chargement et de déchargement des navires marchands dans les ports de commerce.

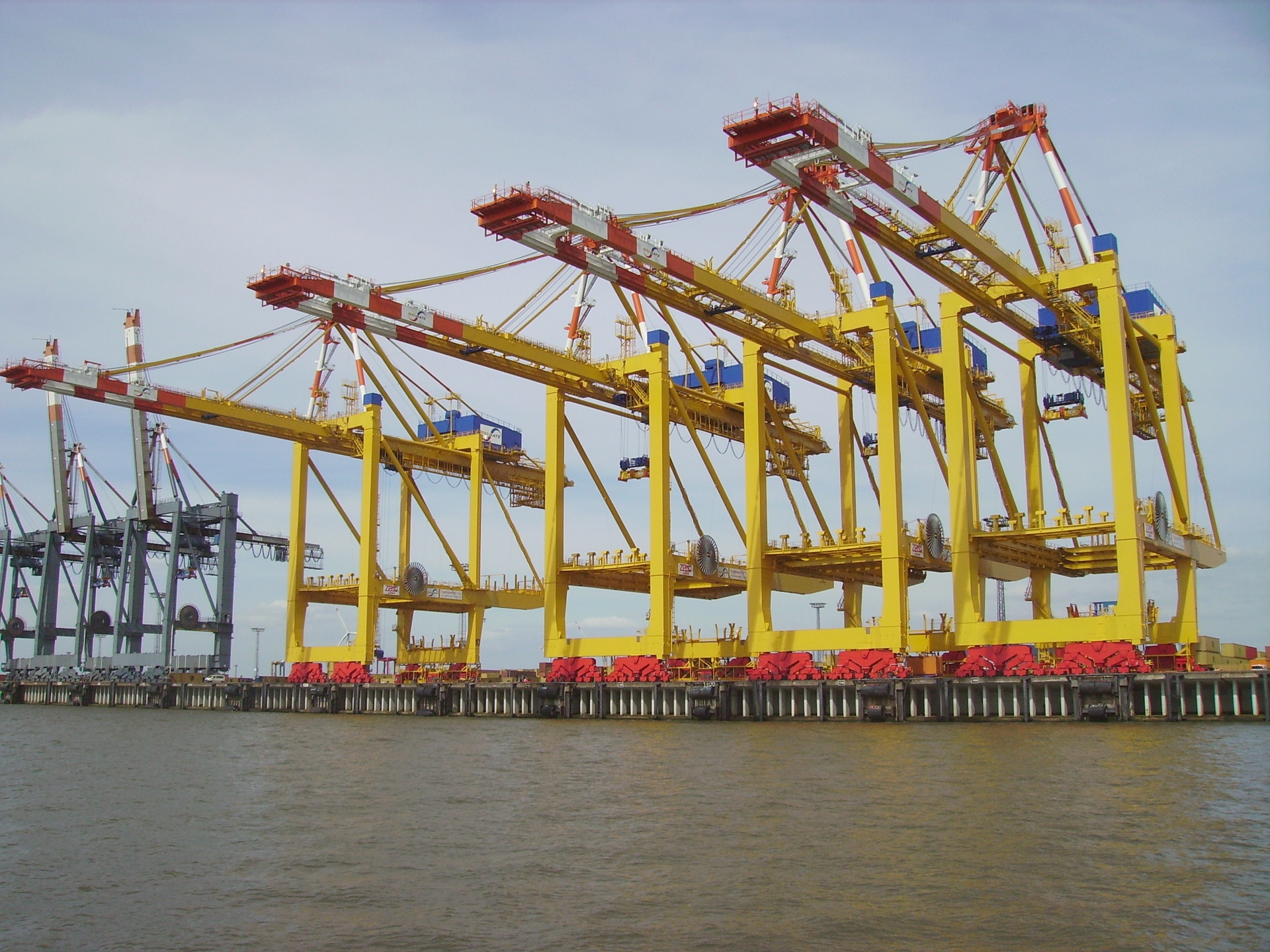
Grues à conteneurs à Bremerhaven

## En France

### Convention collective
La convention collective nationale française régissant la profession se nomme « Manutention portuaire - Ouvriers dockers professionnels mensualisés, intermittents, occasionnels ». Elle est validée par le ministère du Travail, et elle est publiée au JORF.
Les partenaires sociaux signataires sont pour l'organisation patronale, l'UNIM (Union nationale des industries de la manutention dans les ports français) et pour les syndicats de salariés : la FGTE - CFDT, la CGT - FO, la CGC et la CFTC.
D'autres textes s'appliquant à la profession : 
- Les conventions de l'Organisation Internationale du Travail (OIT) sur le travail dans les ports, sur la sécurité et l'hygiène dans les manutentions portuaires.
- [Organisation de la main-d'œuvre dans les entreprises de manutention (dockers)], et des dispositions particulières aux ports des départements d'outre-mer.

### Aspect économique et social
Dans la chaîne logistique, la manutention portuaire est de la responsabilité des entrepreneurs de manutention (ou manutentionnaires), également appelées stevedores dans le nord de la France ou acconiers dans le sud. Ces derniers sont des entreprises privées, qui, en France, louent aux ports autonomes ou ports de commerce les outils (grues, portiques) et les personnels affairants : grutiers et ouvriers de maintenance. Ils recrutent également pour chaque opération les dockers, intervenant à bord des navires et à quai.
Les marchandises déchargées sont ensuite entreposées chez des stockeurs, soit dans des hangars, soit sur des terre-pleins, ou bien directement post acheminées chez le destinataire.
Les grandes entreprises du secteur:
- les personnel des entreprises de manutention et de sureveillance des services auxiliaires du port de Marseille.
- les ouvriers des entreprises de manutention et des chantiers charbonniers des ports de Strasbourg.
- les consignataires de navire et manutentionnaires de Martinique.
- les travailleurs de manutention dans le port de Saint Pierre.
- de la manutention portuaire de Guadeloupe.
- de mensualisation dans les entreprises de manutention du port de Dunkerque et mesures sociales d'accompagnement.
- de la manutention portuaire du port de Fort-de-France.

Début 2008 le premier ministre a annoncé l'intention du gouvernement de procéder à une nouvelle réforme. Les ports maritimes devraient à terme se concentrer sur les infrastructures. Les grutiers et portiquiers verraient leur statut changé, comme celui des dockers en 1992.